# Joaquim Maria de Castellarnau i de Lleopart
|  | No s'ha de confondre amb el seu cosí Joaquim Castellarnau i Balcells. |

Joaquim Maria de Castellarnau i de Lleopart (Tarragona, 31 de maig de 1848 - Segòvia, 23 de juliol de 1943) fou un enginyer forestal i botànic català, acadèmic de la Reial Acadèmia de Ciències Exactes, Físiques i Naturals.

## Biografia
Nebot del militar i diputat Josep Antoni de Castellarnau i de Camps i cosí del polític Joaquim Castellarnau i Balcells. De 1876 a 1883 fou inspector del Cos d'Enginyer de Forests de la Casa Reial Espanyola, i durant aquest temps va estudiar la histologia vegetal i la classificació de les fustes de les coníferes, redactant un estudi sobre la tija del pinsap. Això el va portar a interessar-se per les cristal·litzacions intracel·lulars, que va estudiar mitjançant llum polaritzada. Va comparar la forma dels cristalls intracel·lulars de les alzines de Segòvia i les de Barcelona, i arribà a la conclusió que tots els cristalls eren d'oxalat de calci i no de sulfat de calci. També es dedicà a la paleofitologia i a la hidrobiologia, atribuint la deforestació de la península Ibèrica a la influència xerotèrmica del Sàhara.
Posteriorment fou membre de la Junta per a l'Ampliació d'Estudis i director de l'Escola d'Enginyers Forestals. Va ser acadèmic honorari de l'Acadèmia Colombiana de Ciències, corresponent de la Reial Acadèmia de la Història, de la Reial Acadèmia de Ciències i Arts de Barcelona i de l'Acadèmia Pontifícia dei Nuovi Lincei, així com soci honorari de la Reial Societat Espanyola d'Història Natural. El 1913 ingressà en la Reial Acadèmia de Ciències Exactes, Físiques i Naturals, de la que en va rebre la Medalla Echegaray el 1934, bibliotecari de 1923 a 1940 i president d'honor el 1940. També fou president dels patronats del Museu Nacional de Ciències Naturals d'Espanya, del Museu Nacional d'Antropologia d'Espanya i del Reial Jardí Botànic. Vinculat pels seus estudis als Montes de Valsaín, els darrers anys de la seva vida es va establir a Segòvia, on va morir el 23 de juliol de 1943.

## Obres
- Estudio ornitológico del Real Sitio de san Ildefonso (1877)
- Estudio micrográfico del tallo del Pinsapo (1881)
- El pinar de Balsaín. Algunas consideraciones sobre su tratamiento y administración (1884)
- La imagen óptica. Telescopio y microscopio (1919)
- ¿Pueden explicarse químicamente los fenómenos sociales de la vida? (1922)
- Teoría general de la formación de imágenes en el microscopio (1911)
- Estudio micrográfico de la madera de las coníferas españolas (1883)
- Recuerdos de mi vida (1943)